# 日揮ホールディングス
日揮ホールディングス株式会社（にっきホールディングス、英: JGC HOLDINGS CORPORATION）は、神奈川県横浜市西区に本社を置く、日本の建設会社、エンジニアリング会社である。東京証券取引所プライム市場上場。日経平均株価の構成銘柄の一つ。社名は設立当時の社名である「日本揮発油株式会社」に由来し、JGCはJapan Gasoline Companyの略。2019年10月1日「日揮株式会社」から商号を変更し、日揮グループの持株会社となった。

## 概要
エンジニアリング会社の日本最大手企業。主な業務は、「製品を作る製造設備を造る事」である。製造設備の内訳は、石油精製プラント、石油化学・化学プラント、LNGプラント、天然ガス処理プラント等である。
設立以来、世界80カ国以上、2万件におよぶプロジェクトを遂行してきた世界有数の実績をもつ。特にLNGプラントでは、これまでに世界の生産量の30％以上を占めるプラントを設計・建設してきた。2000年代後半の原油高にともなうプラント建設ブームにおいては、選択受注戦略をとり、売り上げを減らしながら過去最高益を打ち立てた。
近年では、廃プラスチックのガス化設備、SAF製造設備、月面推薬プラントなど新しい分野の技術検討と事業展開も進めており、旧来のオイル&ガス一辺倒な事業体制からの脱却を図っている。
また、ビジネス規模はそれほど大きくないが、医療や製薬関連のライフサイエンス分野でも実績がある。2008年には東京都の精神医療センターの約15年間の施設維持管理および運営・調達業務を行う契約を落札した。日本国内エンジニアリング会社としては初めての病院PFI事業となる。また、排出権取引を始めとする環境ビジネスにも本格的に着手しつつあり、中国での水質改善事業への参加が伝えられた。さらに、北米では日揮が100パーセント出資のオペレーターとして石油開発事業を開始（日量約1000バーレル）するなど、プラント以外の事業への進出も目立ちつつある。
日本国内においては、日揮は東洋エンジニアリング、千代田化工建設と共に「エンジニアリング御三家」と呼ばれたが、2020年代、純利益および受注残高において日揮が大きく他2社を引き離している。
毎月末日には日本経済新聞の朝刊の1面に突き出し広告を掲載している。

## 沿革
- 1928年10月25日、東京府東京市麹町区内幸町（現・東京都千代田区内幸町）に日本揮発油株式会社を設立する。資本金は250万円で会長・島徳蔵、社長・実吉雅郎、専務・関口寿、常務・角田駒治の経営陣でスタートした。
  - 当初の設立目的は製油所の経営で、そのためにアメリカのUniversal Oil Products（ユニバーサル・オイル・プロダクツ）社のプロセスライセンスを購入したものの、結局製油所の経営は断念し1930年代からUOP社のライセンス業を主体としてエンジニアリング事業を始めた。
- 1956年、日本初の「グラスルーツ（新設）製油所」である、出光興産徳山製油所の建設を一括受注する。
- 1960年代から海外での企業活動に力を入れ始める。
- 1962年、東証二部に上場する。
- 1965年、医療・薬品・食品・原子力などの分野に進出する。
- 1969年、東証一部に上場する。
- 1976年、社名を「日本揮発油株式会社」から「日揮株式会社」に変更する。
- 1983年、日揮のコンピュータ部門が独立、日揮情報システム株式会社（現：富士通エンジニアリングテクノロジーズ株式会社）を設立する。
- 1985年、医療・薬品・食品・原子力などの分野に注力する。
- 1997年、上大岡、大手町に分散していた本社機能を神奈川県横浜市西区みなとみらいに集約する[注釈 2]。
- 2019年10月、商号を「日揮株式会社」から「日揮ホールディングス株式会社」に変更し、日揮グループの持株会社となったことにともない、海外オイル&ガス分野、海外インフラ分野のプラント・施設の設計・機材調達・建設工事事業は、新設した「日揮グローバル株式会社」が遂行し、同国内事業は100%子会社であった「日揮プラントイノベーション株式会社」の商号を「日揮株式会社」に変更し業務を行う[9]。

## 歴代社長
|    | 氏名       | 在任期間                | 出身校                         |
| -- | ---------- | ----------------------- | ------------------------------ |
| 1  | 実吉雅郎   | 1928年10月 - 1966年05月 | 東京帝国大学法学部             |
| 2  | 鈴木義雄   | 1966年05月 - 1980年06月 | 東京帝国大学法学部             |
| 3  | 篠田治男   | 1980年06月 - 1984年06月 | 秋田鉱山専門学校燃料学科       |
| 4  | 山田伸雄   | 1984年06月 - 1988年06月 | 神戸商業大学                   |
| 5  | 渡辺英二   | 1988年06月 - 1996年06月 | 大阪大学理学部                 |
| 6  | 重久吉弘   | 1996年06月 - 2002年06月 | 慶應義塾大学文学部             |
| 7  | 森本省治   | 2002年06月 - 2007年03月 | 高松工業高等専門学校機械工学科 |
| 8  | 竹内敬介   | 2007年03月 - 2009年06月 | 大阪大学基礎工学部             |
| 9  | 八重樫正彦 | 2009年06月 - 2011年06月 | 東北大学工学部                 |
| 10 | 川名浩一   | 2011年06月 - 2017年06月 | 慶應義塾大学経済学部           |
| 11 | 石塚忠     | 2017年06月 -            | 宮城工業高等専門学校機械工学科 |

## 本社・支社所在地
- 本社（ワールドオペレーションセンター） - 神奈川県横浜市西区みなとみらい2-3-1 クイーンズタワーA
- 大阪事務所 - 大阪府大阪市中央区北浜3-1-18 島ビル4階
- 技術研究所 - 茨城県東茨城郡大洗町成田町2205

## 日揮グループ
※全て株式会社である。
- 日揮グローバル
海外における各種プラント・施設のEPC事業
- 日揮
国内における各種プラント・施設のEPC事業および保全事業
- 日揮触媒化成
石油精製用、ケミカル用、環境用各種触媒の製造・販売情報・電子材料、光学材料、化粧品材料、生活関連材料、コロイド材料などの製造・販売
- 日本ファインセラミックス
ファインセラミックスの開発研究、製造・販売ならびに電子部品の製造・販売
- 日本エヌ・ユー・エス
エネルギー、環境保全に関するコンサルティングおよびエンジニアリング業務
- 日揮ユニバーサル
- 日揮商事
- 日揮ビジネスサービス
- 青森日揮プランテック

## 事件・事故

### アルジェリア人質事件
2013年1月16日にアルジェリア南東部のイナメナスにある日揮のプラントでイスラム武装勢力により日揮の日本人スタッフを含む多数の人質籠城事件が発生した。発生当時非常に大量の情報が錯綜し混乱に陥った。アルジェリア政府は翌17日より人質救出作戦を決行し20日に終了と発表。アルジェリア政府によると人質23人犯人グループ32人が死亡したと発表した。1月24日未明（日本時間）までに、現地にいた日本人従業員17人のうち7人の生存と10人の死亡が確認された。また、外国人従業員4人が行方不明となっている。

### 原子力施設火災
2019年2月5日、原発から出る廃棄物の処理技術などを研究する茨城県東茨城郡大洗町の日揮技術研究所の、第二研究棟の実験装置から出火した。近くの職員が消火器で消し止め、消防が鎮火を確認した。現場は放射性物質を取り扱う管理区域に隣接するが、放射能の漏えいや被ばくはなかった。